# Romano Sgheiz
Romano Sgheiz   (Colico, 28 de juny de 1937) és un remer italià, ja retirat, que va competir durant les dècades de 1950 i 1960. És germà del també remer Luciano Sgheiz.
El 1956 va prendre part en els Jocs Olímpics d'Estiu de Melbourne, on guanyà la medalla d'or en la prova del quatre amb timoner del programa de rem. Formà equip amb Alberto Winkler, Angelo Vanzin, Franco Trincavelli i Ivo Stefanoni. Quatre anys més tard, als Jocs de Roma, guanyà la medalla de bronze en la mateixa prova, aquesta vegada formant equip amb Fulvio Balatti, Franco Trincavelli, Giovanni Zucchi i Ivo Stefanoni. També va participar en els Jocs de 1964, on fou cinquè en la prova del quatre sense timoner, i els de 1968, on fou quart en el quatre amb timoner.
En el seu palmarès també destaquen sis medalles al Campionat d'Europa de rem, tres d'or, una de plata i dues de bronze, entre el 1956 i el 1964; una d'or als Jocs del Mediterrani de 1963 i deu campionats nacionals.